# Les Abrets
Les Abrets és un municipi delegat francès, situat a la regió d'Alvèrnia-Roine-Alps, al departament de la Isèra. L'1 d'abril de 2016 va fusionar amb La Bâtie-Divisin i Fitilieu i formar el municipi nou Les Abrets-en-Dauphiné.